# پنچو زلاتف
پنچو زلاتف (بلغاری: Пенчо Иванов Златев؛ ۲ نوامبر ۱۸۸۱ – ۲۴ ژوئیهٔ ۱۹۴۸) یک سیاست‌مدار اهل بلغارستان بود.